# Собор Покрова Пресвятой Богородицы (Минеральные Воды)
Собор Покрова Пресвятой Богородицы — приходской православный храм в городе Минеральные Воды Ставропольского края. Относится к Минераловодскому благочинию Пятигорской епархии Русской православной церкви.

## Историческая справка
14 октября 1990 года владыкой Гедеоном, митрополитом Ставропольским и Владикавказским было освящено место для строительства храма. Строительство велось с 1992 по 1997 год. 14 октября 1997 года состоялось торжественное освящение нового собора.
8 августа 1998 года в собор из церкви Михаила Архангела были торжественно перенесены мощи преподобного Феодосия Кавказского.

## Внешнее и внутреннее убранство
Храмовый комплекс состоит из церкви, нескольких служебно-административных зданий, келейного корпуса и церковной стены со святыми воротами.
Кирпичный двухэтажный девятиглавый собор, крестообразный в плане, с трапезной и ярусной колокольней. Звонница состоит из 8 колоколов. Собор построен по проекту архитектора Каурбека Михайловича Макхеева в эклектичном стиле с элементами древнерусского зодчества в декоре.
Четырёхъярусный иконостас выполнен художниками и резчиками по дереву под руководством Михаила Владимировича Сидоренко. Роспись внутри храма выдержана в цельной академической манере. Образность и колористическое решение принадлежат группе московских художников. В бригаде художников трудился и мастер альфрейной росписи Валентин Иванович Карнаухин.
В соборе несколько приделов: в честь Тихвинской иконы Божией Матери (в нижнем этаже), в честь преподобного Сергия Радонежского (северный) и в честь мученика Иоанна Воина (южный).

## Святыни
8 августа 1998 года в собор Покрова Пресвятой Богородицы торжественным крестным ходом были перенесены мощи Святого Феодосия Кавказского

## Клир
Настоятель храма — протоиерей Иоанн Копач.